# شاطئ نيسي

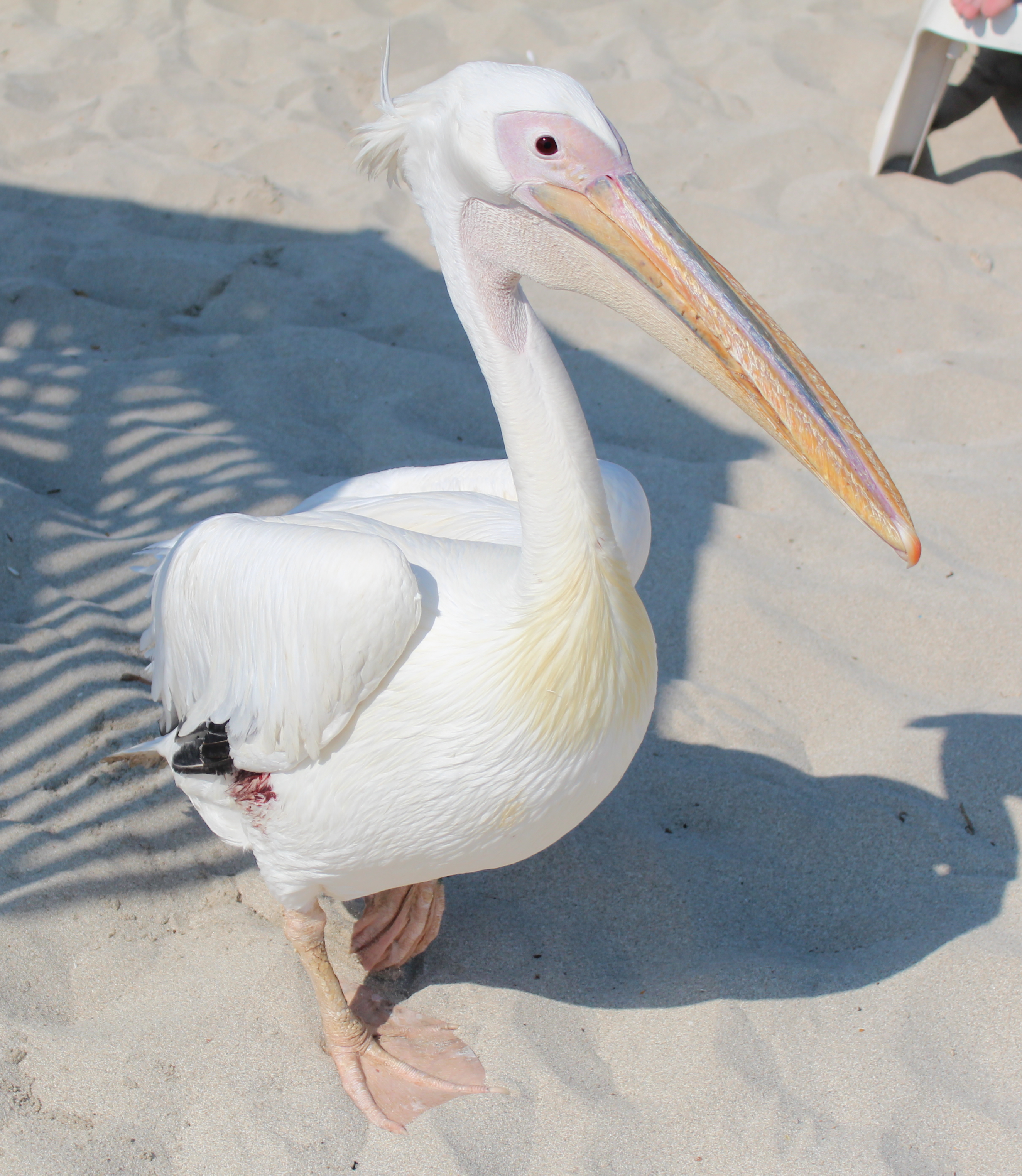
البجع الابيض الكبير في شاطئ نيسي

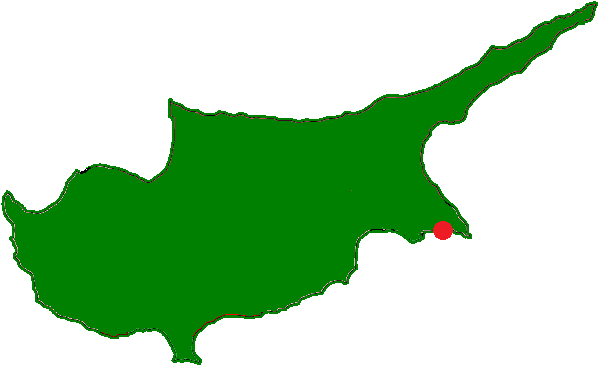
شاطئ نيسي على الخارطة

شاطئ نيسي، هو شاطئ رملي معروف في منتجع أيا نابا، قبرص.
الشاطئ الرملي يمتد على مسافة 500م ومياهه نظيفة جدا بما فيه الكفاية لهذا تم منحه تسمية العلم الأزرق علم أزرق شاطئي ، يمتد الشاطئ على طول الخور الخاص بها.

## التسمية
يأخذ الشاطئ اسمه من جزيرة صغيرة أسمها نيسي تقع على مقربة من الساحل. ويمكن الوصول إلى جزيرة غير مأهولة بسهولة سيرا على الأقدام عبر المياه الضحلة ويوفر موقعها مأوى جيد لبقية الشاطئ.
أصبح شاطئ نيسي مقصدا للأندية والبرامج الحية التي تنتقل عن طريق مراسل بي بي سي راديو مثل الحملة الترويجية خلال الموسم السياحي الصيفي منذ عام 2002.خليج شأطى نيسي يحتوي على بار ويحظى بشعبية كبيرة بين السكان المحليين والسياح على حد سواء، وتكون الموسيقى موجودة على مدار اليوم،. تتوفر الرياضات المائية مثل التزلج على الماء وركوب الأمواج ودواسة القوارب. هناك أيضا اثنين من الشواطئ المخصصة كرة طائرة شاطئية المفتوحة للجمهور.
في عام 2005، كشفت الحفريات الأثرية على طول الحدود الغربية للخليج أدلة على معدات لإضاءة النار والتي يعود تاريخها إلى 12,000 سنة.